# Elsebach (Ruhr)
Der Elsebach ist ein 6 km langer, orografisch linker Nebenfluss der Ruhr in Nordrhein-Westfalen, Deutschland. 

## Geographie
Der Bach entsteht durch den Zusammenfluss des 4,0 km langen Lollenbachs (GKZ: 276562) und des 4,3 km langen Reingser Bachs (GKZ: 27656) auf 157 m ü. NN. Der Bach fließt zunächst in nordwestliche Richtungen, wendet nach etwa zwei Kilometern seinen Lauf nach Westen. Der Elsebach umfließt Ergste im Norden und Villigst im Südwesten, bevor er beim auf der anderen Ruhrseite liegenden Wandhofen auf 102 m ü. NN in die Ruhr mündet.
Der Bach überwindet auf seinem 6 km langen Weg einen Höhenunterschied von 55 m, was einem mittleren Sohlgefälle von 9,2 ‰ entspricht. Er entwässert ein 17,597 km² großes Einzugsgebiet über Ruhr und Rhein zur Nordsee.
Der Elsebach gibt dem Elsebad seinem Namen. Dieses ehrenamtlich betriebene Schwimmbad in Ergste wurde durch den Elsebach mit Wasser gespeist.

## Anmerkung
Nach dem Gewässerverzeichnis NRW hat der Elsebach eine Länge von 10,3 km. Dabei wird jedoch der 4,3 km lange Reingser Bach mit einbezogen.